# Słowo i ciało: powieść z lat 201–203
Słowo i ciało: powieść z lat 201–203 – powieść historyczna Teodora Parnickiego wydana w 1959 roku, rozgrywająca się na początku III wieku w Aleksandrii.

## O powieści
Powieść powstała w Meksyku. Parnicki nosił się z jej koncepcją od 1948. Pierwotnie miała się składać z trzech tomów zatytułowanych: I. Zbawiciel, II. Tropiciel i III. Mściciel. Obecna pierwsza część powstała w latach 1951–1953 jako skończony utwór. Jej fragment został wydany w paryskiej Kulturze. W marcu 1955 Parnicki powziął zamiar napisania dramatu albo cyklu dramatów o Marcji, której postać zaczęła zyskiwać jego rosnące zainteresowanie. Jeszcze we wrześniu 1955 pisarz myślał o napisaniu trylogii powieściowej. Jednak pod wpływem propozycji Giedroycia, wydrukowania powieści w Bibliotece Kultury, postanowił najpierw uzupełnić istniejący utwór, a następnie rozbudować go o drugi tom, o podobnych, co pierwszy rozmiarach. Druga część powieści została napisana w 1957 i 1958.  
Na powieść  się 107 listów: 57 napisanych przez zakładnika rzymskiego, Parta, Chozroesa i 50 – przez ukrywającą się z powodu zamordowania cesarza Kommodusa, jego kochankę, Markię. Akcja powieści rozgrywa się w Aleksandrii. Autor zadedykował powieść Jerzemu Stempowskiemu. Pierwsza część utworu została opatrzona mottem wziętym z sonetu Mikołaja Sępa-Szarzyńskiego: Cóż będę czynił w tak straszliwym boju, / Wątły, niebaczny, rozdwojony w sobie? Druga – czterowierszem Aleksandra Błoka: Wyszedłem w mrok – by złowić szum, / Zbadać szmer bliski, niepojęty, / Tych, których nie ma, przyjąć tłum, / Uwierzyć w złudny konia tętent.

## I część powieści
Pierwsza część powieści została napisana w pierwszej osobie, w formie listów jedenastego syna króla Partów, Chozroesa, będącego gwarantem umowy pokojowej zawartej przez Partów z Rzymem, i strzeżonego przez Rzymian w Aleksandrii. Listy są pisane do Markii, kochanki cesarza Kommodusa, która wziąwszy udział w zamordowaniu imperatora, ukrywa się rzekomo także w Aleksandrii. Pośredniczką, przenoszącą listy, jest siostra zakładnika, Aleksandra. Wnosi ona do akcji atmosferę podejrzeń i niejasnych zamiarów. Planowane kilkakrotnie spotkanie Chozroesa z ukrywającą się adresatką jego listów, napotyka na rozmaite przeszkody. W końcu budzi w autorze listów podejrzenie, że jest ofiarą mistyfikacji i że jego romans z Markią rozgrywa się tylko w jego wyobraźni. W ostatnich listach ich autor zaczyna sugerować, że został zamordowany przez bandytę Klaudiosa Tyberiosa, zwanego Synem Zemsty.
Czytelnik zostaje wrzucony w środek toczącej się akcji, w świat intryg znanych wszystkim oprócz niego. Pierwsze strony książki podobne są do mozaiki, której kamienie leżą rozrzucone, nie dając klucza do całości. W miarę rozwoju opowieści poszczególne elementy układają się w kompozycję w której działa kilkanaście postaci. Dzięki takiej konstrukcji narracja zdaje się iść krok po kroku za badaczem przedzierającym się przez teksty i dokumenty z epoki Septymiusza Sewera. Chaos religii, mnogość ludów i języków późnego cesarstwa są uzgodnione z dokumentami epoki. Poza Markią, której obecność pozwala ustalić przybliżony czas akcji, pozostałe postaci są tworem wyobraźni autora.

## II część powieści

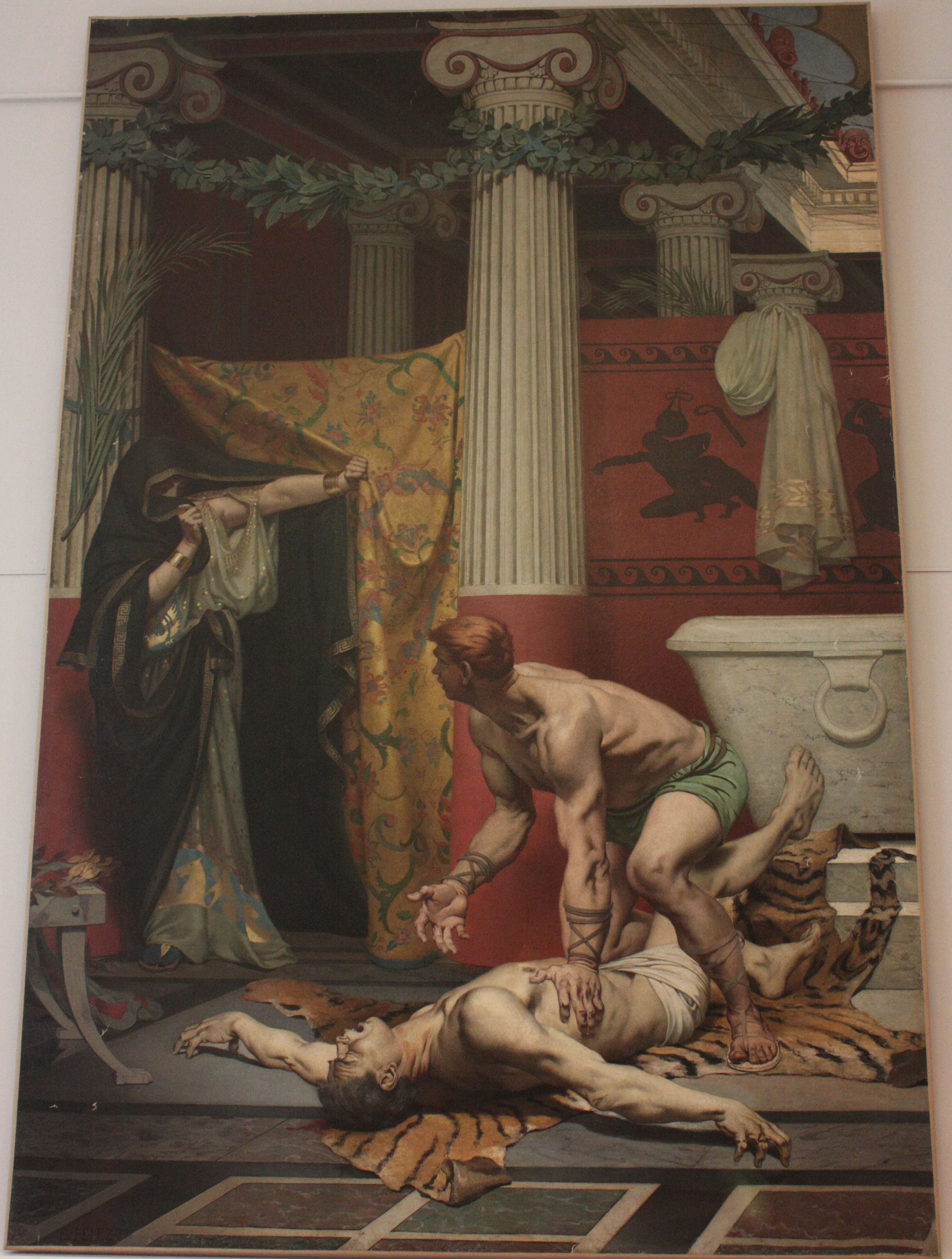
Śmierć Kommodusa. Fernand Pelez. 1879.

Na drugą, obszerniejszą, część powieści składają się listy Markii do Sekstosa Juliosa, agenta cesarskiej służby bezpieczeństwa. Markia została przed laty publicznie stracona i Sekstos nie wierzy, by mogła być autorką listów. Dlatego niemałą część korespondencji zajmuje przekonywanie wątpiącego. Być może bowiem autorem listów jest sam Chozroes albo zakochana w nim Deipilia. Autorka sporo miejsca poświęca wspomnieniom sprzed dziesięciu lat związanym z końcem panowania cesarza Kommodusa oraz wydarzeniom zachodzącym aktualnie w Aleksandrii, na których rozwój, wspólnie z Sekstosem, wpływa. Osobny wątek stanowią jej zabiegi, by osaczony przez cesarską milicję Syn Zemsty, mógł umrzeć jako męczennik chrześcijański, a nie jako bandyta. Z jej podniety, zafascynowany w swych spekulacjach zmysłowym światem, Orygenes dokonuje na sobie kastracji. W ostatnich listach Markia, podobnie jak wcześniej Chozroes, snuje rozważania nad swoją wątpliwą tożsamością.

## Główne tematy
Czas akcji powieści – początek III wieku jest z kilku względów czasem szczególnym. Rok 203 miał być, wedle obliczeń Judy Matematyka, rokiem końca świata. I oczekiwanie na nadchodzący koniec nie jest obce bohaterom powieści. Ze śmiercią Kommodusa (192) wygasła dynastia Antoninów, a na tron wstępują cesarze z Afryki i Azji przynosząc duże zmiany w funkcjonowaniu imperium. W 224 roku pod ciosami Persów upadnie królestwo Partów, a w kilkanaście lat później, leżące dalej na wschód państwo Kuszanów. Bohaterowie powieści są wplątani w wielką historię. Markia przyczyniła się do śmierci Kommodusa. Dzięki jej zabiegom udaje się ocalić pokój pomiędzy Rzymem a Partami, zagrożony podejrzeniami na temat zamordowania Chozroesa. Najpoważniejszy wstrząs spowoduje jednak Chozroes, który, pod koniec powieści, obdarowuje wolnością swego niewolnika Ardaszyra, przyszłego króla Persów, inicjując upadek Partów i Kuszanów.
Na świat religijny powieści składa się głównie chrześcijaństwo i buddyzm. Z bogów świata śródziemnomorskiego wspominany jest Mitra. Z religii perskiej Chozroes przywołuje kilkakrotnie tradycje magów oraz Pana Światłości. Chozroes najsilniej wydaje się związany z buddyzmem. Przebywając na Środkowym Wschodzie słuchał nauk Nagardżuny. Buddyjski misjonarz w Chinach, An Shigao, zwany Wysokim, wyznaczył go na swego następcę, przesyłając mu w darze trzewiki jego dalekiej praprababki, królowej indo-greckiej Kaliope. Markia na podstawie snów jest przekonana, że zawarła układ z Chrystusem. Pod jej wpływem cesarz Kommodus zaprzestaje prześladowania chrześcijan i uwalnia skazanych. W wieczór poprzedzający zamordowanie cesarza, Markia wysłuchuje dysputy pomiędzy papieżem Wiktorem, gnostykiem Florynem i montanistą Blastosem. Na podstawie swoich doświadczeń snuje rozmaite refleksje na temat tożsamości Chrystusa, charakteru chrześcijaństwa i jego związków z buddyzmem i mitraizmem. Osobne wątki religijne wnosi do powieści Orygenes, który stawia tezy, że Bóg mógł stworzyć tylko atomy i rządzące nimi prawa oraz, że ziemia może się kręcić wokół słońca, które może nawet nie jest centrum wszechświata. Chroniony przed prześladowaniami, pod wpływem Markii, dokonuje innego rodzaju ofiary z siebie.
Ważne miejsce w powieści zajmuje stale, obecne w twórczości Parnickiego, zagadnienie mieszańców, to znaczy osób należących, z powodu urodzenia lub wychowania do więcej niż jedna grupy etnicznej. Mieszańcami są zarówno Chozroes, jak i Markia. Mieszańcem jest również Syn Zemsty. Chozroes wnosi do utworu wątek wyobcowania i poniżenia będących udziałem mieszańców. Syn Zemsty – kwestię ich nieprzystosowania i gotowości do buntu przeciw zastanym warunkom. Markia przekonuje osaczonego buntownika, że największą siłą destrukcyjną w Rzymie dysponują mieszańcy religijni – chrześcijanie. Z tego też względu stara się zawrócić Orygenesa z drogi zainteresowań fizyką ku propagowaniu chrześcijaństwa.
Znaczącym tematem jest wreszcie stosunek tytułowych słowa i ciała. Powieść aż roi się od wcieleń. Syn Zemsty wciela się być może w Chozroesa, a być może ginie jako chrześcijanin Herakleides. Ktoś próbuje szkielet Markii za pomocą słowa okryć ciałem. Potem ta Markia wcieli się być może w Deipilię. Markia rozważa w jaki sposób i czy Chrystus-Słowo wcielił się w ziemskiego Jezusa. Może wcielił się pozornie, może zjednoczył się ściśle, a może żadnego wcielenia nie było. Kilkukrotnie też powraca do kwestii w kogo wcielił się piąty budda, Majtreja. W Chozroesa, w nią a może w Chrystusa?
Słowo i ciało jest w końcu w wieloraki sposób kontynuacją Końca «Zgody Narodów». Pojawia się w nim i motyw obrzezania, i wątek mieszańców duchowych, ryba Anaksymandra, chodzenie po wodzie i Sariputra. W Końcu «Zgody Narodów» kultura helleńska miesza się z cywilizacjami Azji. Nie wiadomo czy kultury te zleją się ze sobą czy Wschód wchłonie swych zwycięzców. Słowo i ciało ukazuje zwycięstwo Wschodu nad kulturą helleńską.

## Autor o powieści
Parnicki kilkukrotnie wypowiadał się na temat powieści. Za główny problem utworu uważał konflikt i osmozę ducha Zachodu z duchem Wschodu. Obserwując, że PAX wzdragał się przed jej wydaniem, zauważył, że książka nie jest ateistyczna, ale antyteistyczna. Wątpił w jej szanse wydawnicze w marksistowskiej Polsce, ze względu na silny wydźwięk subiektywizmu filozoficznego, czy wręcz idealizmu Berkeleyowskiego.